# Човик од свита
„Човик од свита“ је југословенски филм из 1965. године. Режирао га је Обрад Глушчевић, који је написао и сценарио.
Прво приказивање филма је било 1. јануара 1965. година.

## Радња
Комедија Човик од свита први је хрватски и југославенски филм с мотивом гастарбајстерства.
Иве, младић из далматинског месташца, забављач и заводник странкиња лети, одлази на јесен у Немачку надајући се лакој заради и безбрижном животу. Али његова летња немачка познаница у њему не види много више од симпатичног провинцијалца па је Иве присиљен да се прихвати посла на градилишту на којем су ангажовани радници из Југославије. Убрзо схвати да је то претежак хлеб за њега.

## Улоге
| Глумац               | Улога                                  |
| -------------------- | -------------------------------------- |
| Борис Дворник        | Иве                                    |
| Коле Ангеловски      | Никола                                 |
| Милена Дравић        | Вишња                                  |
| Драгомир Фелба       | Ивов брат                              |
| Асја Кисић           | Шјора Маре / Ивова мајка               |
| Јосип Генда          | Ивов пријатељ                          |
| Дејан Дубајић        | Шјор Георге / Американац               |
| Соња Хлебш           | Немица која продаје венчанице          |
| Љубо Капор           | Дане, баустелац                        |
| Рикард Брзеска       | Гастарбајтер из влака                  |
| Мартин Сагнер        | Гастарбајтер из влака                  |
| Андро Марјановић     | Гост у коноби                          |
| Људевит Галић        | Газда Мартин                           |
| Круно Валентић       | Ловре, баустелац                       |
| Јагода Антунац       | Проститутка (као Јагода Антунац-Катић) |
| Иво Кадић            | Цариник                                |
| Владимир Крстуловић  | Мате Мицулин, баустелац                |
| Стево Вујатовић      | Гастарбајтер - Хрват                   |
| Александар Стојковић | Гастарбајтер - Србин                   |
| Бранко Боначи        | Кројач                                 |
| Иво Марјановић       | Јаков, власник магарца за сликање      |
| Тана Маскарели       | Шјора Луце, жена с магарцем            |
| Бранка Стрмац        | Конобарица                             |
| Реља Башић           | Гастарбајтер                           |
| Ингрид Лотариус      | Илзе                                   |